# Jenna Santoromito

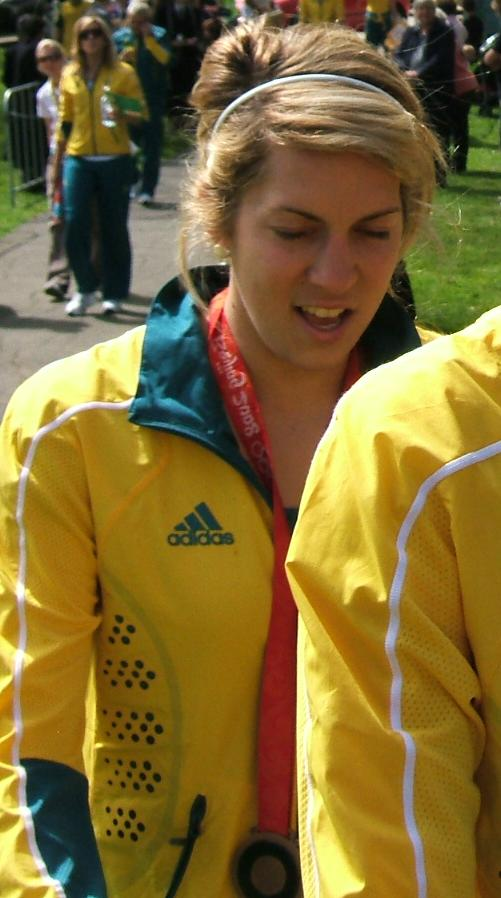
Jenna Santoromito bei der Welcome-Home-Parade 2008 in Adelaide

Jenna Santoromito (* 21. Januar 1987 in Sydney) ist eine ehemalige australische Wasserballspielerin. Sie war Olympiadritte 2008.

## Sportliche Karriere
Die 1,69 Meter große Jenna Santoromito spielte beim Cronulla Sutherland Water Polo Club.
2007 siegte sie mit dem australischen Team bei der Juniorenweltmeisterschaft.
2008 bei den Olympischen Spielen in Peking belegten die Australierinnen in der Vorrunde den zweiten Platz hinter den Ungarinnen und vor den Niederländerinnen. Die Australierinnen erreichten das Halbfinale mit einem 12:11-Sieg über die Chinesinnen. Nach der 8:9-Niederlage gegen das US-Team im Halbfinale trafen die Australierinnen im Spiel um Bronze auf die Ungarinnen und gewannen mit 12:11. Jenna Santoromito wirkte in allen sechs Spielen mit, ihr einziges Tor warf sie im Vorrundenspiel gegen Griechenland. 
Jenna Santoromito ist die Schwester von Mia Santoromito, die 2008 ebenfalls zur Olympiamannschaft gehörte. Die Santoromito-Schwestern bildeten das zweite Schwesternpaar in der Mannschaft neben Melissa und Rebecca Rippon. 